# شارل پینو دوکلو
شارل پینو دوکلو (به فرانسوی: Charles Pinot Duclos) نویسنده و مورخ قرن هجدهم میلادی اهل فرانسه است.